# Terapia de quelación

Estructura química del quelato EDTA.

La terapia de quelación o terapia quelante es un procedimiento médico que implica la administración de agentes quelantes para la eliminación de metales pesados del cuerpo. La terapia de quelación tiene una larga historia de uso en toxicología clínica  y se mantiene en uso para algunos tratamientos médicos muy específicos, aunque es administrado bajo supervisión médica muy cuidadosa debido a diversos riesgos inherentes.
La terapia de quelación debe ser administrada con precaución, ya que tiene una serie de posibles efectos secundarios, incluida la muerte. En respuesta a la creciente utilización de la terapia de quelación como medicina alternativa y en circunstancias en las que la terapia no debe ser utilizada en la medicina convencional, varias organizaciones de salud han confirmado que las evidencias médicas no son compatibles con la eficacia de la terapia de quelación para cualquier propósito que no sea el tratamiento de la intoxicación por metales pesados. Los productos de quelación de venta libre no están aprobados en los Estados Unidos.

## Uso en la medicina alternativa
En medicina alternativa, algunos practicantes sostienen que la terapia de quelación puede tratar una variedad de enfermedades, incluido la insuficiencia cardíaca y el autismo. El uso de la terapia de quelación para los trastornos de comportamiento y otras enfermedades es considerada pseudociencia; pues no hay ninguna prueba de que sea efectiva. Además de ser ineficaces, la terapia de quelación previo a una prueba de metales pesados puede aumentar artificialmente las concentraciones de metales pesados en la orina (análisis de orina "provocado") y dar lugar a un tratamiento inadecuado e innecesario. El Colegio Estadounidense de Médicos de Toxicología y la Academia Estadounidense de Toxicología Clínica advierten al público que los fármacos quelantes usados en la terapia de quelación pueden tener efectos secundarios graves, como daño hepático y renal, cambios en la presión arterial, alergias y en algunos casos incluso la muerte del paciente.

### Cáncer
La Sociedad Estadounidense contra el Cáncer dice de la terapia de quelación: "La evidencia científica disponible no apoya las afirmaciones de que sea eficaz para el tratamiento de otras enfermedades como el cáncer. La terapia de quelación puede ser tóxica y tiene el potencial de causar daño a los riñones, latido irregular del corazón, e incluso la muerte".

### Enfermedades cardiovasculares
El Centro Nacional de Medicina Complementaria y Alternativa (NCCAM) llevó a cabo un ensayo sobre la seguridad y eficacia de la terapia de quelación para los pacientes con enfermedad arterial coronaria. La directora del NCCAM Stephen E. Straus citó el "uso generalizado de la terapia de quelación en lugar de terapias establecidas, la falta de investigación previa adecuada para verificar su seguridad y eficacia y el impacto global de la enfermedad arterial coronaria" como factores que motivaron la prueba clínica. El estudio ha sido criticado por poco ético, innecesario y peligroso y que los múltiples estudios realizados anteriormente demostraron que el tratamiento no proporciona ningún beneficio. En 2001, investigadores de la Universidad de Calgary informaron que los pacientes que recibieron terapia de quelación no tuvieron mejores resultados que aquellos que recibieron un tratamiento placebo.

### Autismo
Quackwatch dice que el autismo es una de las enfermedades para las que la terapia de quelación ha sido falsamente promovida como eficaz y los practicantes falsifican diagnósticos de intoxicación por metales para "engañar" a los padres y sometan a sus hijos al proceso. Para 2008, hasta el 7% de los niños con autismo se había sometido a la terapia de quelación. Los padres ya sea utilizan un tratamiento para la intoxicación por plomo, o compran suplementos no regulados, en particular el DMSA y el ácido lipoico. Aspies For Freedom, una organización de derechos del autista, considera que este uso de la terapia de quelación es no ético y potencialmente peligroso. Hay una fuerte evidencia epidemiológica que refuta los supuestos vínculos entre los desencadenantes ambientales, en particular vacunas con tiomersal, y la aparición de los síntomas autistas. Hay poca o ninguna investigación científica fiable que apoye el uso de la terapia de quelación para el tratamiento eficaz del autismo.